# Ángel Galíndez Celayeta
Ángel Galíndez Celayeta (Abadiano, 4 de noviembre de 1918 - Algorta, 8 de agosto de 2003) fue un ingeniero agrónomo que empezó su carrera profesional en Iberduero con la construcción de los saltos del Duero. Tuvo un papel determinante en la solución de los problemas del suministro de agua a Bilbao y su comarca y en la constitución de su Consorcio de Aguas. En 1967 fue nombrado miembro del Consejo de Administración del Banco de Vizcaya (BV) y en 1975 presidente de la entidad, cargo que ocupó hasta 1987. 

## Biografía
Ángel Galíndez nació en Abadiano, Vizcaya. Su madre, M.ª Soledad Celayeta y Bengoechea, era natural de dicha localidad, cuyos apellidos en vascuence dan nombre a Zeletabe, la casa donde nació Ángel (Zelaieta eta Bengoetxea). Construida en 1913, Zeletabe es patrimonio de Abadiano y mediateca, conocida popularmente como Palacio Galíndez. Su padre, D. Pablo Galíndez Eguillor, era natural de Bilbao. 
Ángel Galíndez estudió el bachillerato en la ciudad natal de su padre, en el Colegio Nuestra Señora de Begoña de los P. P. Jesuitas. En 1935 se trasladó a Madrid para preparar el ingreso en la Escuela de Ingenieros Agrónomos. Después de finalizada la Guerra Civil regresó a la capital de España donde terminó sus estudios con excelencia el año 1945.

### Iberduero
Ingresó en Iberduero en 1946, en el Departamento de Estudios y Proyectos que dirigía D. Pedro Martínez Artola.
Su primer cometido consistió en el proyecto de la central térmica de Burceña, en la ría del Nervión, cargo que aceptó aconsejado por su compañero (y después cuñado) Luis Mª de Ybarra, entonces consejero de Iberduero y del BV. Sin embargo, a los pocos meses le encargaron, para cubrir la baja de un ingeniero de caminos, el estudio general del aprovechamiento hidráulico de la presa de Villalcampo, en el río Duero. La central de Villalcampo fue la primera de una serie de grandes presas en las que intervino directamente como proyectista, y como responsable máximo de la ejecución de la obra civil.
Galíndez perteneció a la tercera generación de constructores de grandes presas del río Duero, uno de los cauces hidráulicos más comprometidos de la geografía española. 
Desde 1946 y hasta 1970, año en el que la central de Villarino se conecta a la red eléctrica, Galíndez participó en la construcción de la central citada de Villalcampo (Zamora), seguidamente la de Castro (Cantabria) y a continuación Saucelle (Salamanca). Paralelamente a esta última, coordinó la gran presa y central de Aldeadávila, una auténtica aventura humana en la vanguardia de la técnica de su tiempo.
A mediados de la década de los sesenta del siglo XX se puso en marcha la construcción de la central de bombeo de Villarino (Salamanca) con su magna presa-bóveda de doscientos metros de altura, Almendra, en el río Tormes, afluente del Duero. La presa y aprovechamiento de bombeo del Tormes fue dirigida por Galíndez, como máximo responsable de la división de Estudios, Proyectos y Construcción de Iberduero. En reconocimiento a su trayectoria como proyectista en semejantes obras y como Director de las dos últimas, fue nombrado miembro del Comité Nacional de Grandes Presas.

### Consorcio de Aguas de Bilbao
En los inicios de los años sesenta fue llamado al Ayuntamiento de Bilbao por el entonces Alcalde, D. Lorenzo Hurtado de Saracho para solucionar los graves problemas del abastecimiento de aguas a la Villa. Su aportación a las soluciones técnicas implantadas en esa década, y a la constitución del Consorcio de Aguas de Bilbao fueron determinantes. El Consorcio se desarrolló a partir de entonces convirtiéndose en una institución modélica en su género, bajo la dirección de D. José Miguel Eizaguirre. Entre 1960 y 1967 también fue miembro de la Diputación de Vizcaya en representación de los intereses del Ayuntamiento siempre en relación con la gestión de la traída de aguas.

### Banco de Vizcaya
Fue nombrado miembro del Consejo de Administración del BV en 1967. Al año siguiente fue designado miembro de su Comisión Delegada Permanente
Ángel Galíndez compaginó su posición en el Consejo del Banco con la Secretaría General Técnica de Iberduero, responsabilidad que ejerció desde poco después de sufrir un gravísimo infarto de miocardio.
Formó parte de los Consejos de Administración de Finsa, Altos Hornos de Vizcaya y de la sociedad titular de la Autopista Vasco-Aragonesa, en todos ellos en representación del BV, y en el Consejo de Administración de Cementos Hontoria en representación de Iberduero.
En 1975 accedió a la Presidencia del Consejo de Administración del BV, en la que sucedió a D. Pedro Careaga, Conde de Cadagua. En 1987 traspasa el mando del BV a D. Pedro Toledo. 
Durante su mandato, el BV pasó de tener un valor en bolsa de 26.000 millones de pesetas en diciembre de 1977 a 366.000 millones de pesetas al final de 1987. El beneficio por acción del banco creció entre 1977 y 1986 a una tasa media anual del 21,4%, contra una media de la banca española del 14,5%. El BV se fusionó con el Banco de Bilbao (BB) para formar el BBV en 1989, en una fusión paritaria.  
Sus 12 años de presidencia se caracterizaron por la modernización y profesionalización de la gestión del banco, hasta entonces regida por descendientes de sus fundadores, así como por el desarrollo técnico y gerencial de sus ejecutivos, a los que encargó la absorción e integración de numerosos bancos en crisis. La integración más significativa fue la de Banca Catalana en 1984. El BV formó durante ese periodo a una de las generaciones más brillantes de profesionales, que aún, en 2011, ocupaban posiciones muy destacadas en la banca española. 
En la primera Junta de Accionistas tras su despedida, el entonces Presidente del Banco, D. Pedro Toledo, le dedicó las siguientes palabras:

Ángel Galíndez, que hoy se sienta aquí como consejero, se despidió como Presidente del Banco de Vizcaya en la Junta celebrada ahora hace un año. Bajo su mandato el Banco de Vizcaya ha conocido una de las épocas más brillantes de su historia. Su huella perdurará siempre porque nunca se dedicó a temas que no fueran importantes. Ángel trabajó siempre con las ideas de gobierno de la gran corporación, con el equilibrio de las organizaciones, con la motivación y el progreso de las personas, y estos son temas que siempre permanecen
Pedro Toledo

Tras la inesperada muerte de Toledo, en diciembre de 1989, se produjo un enfrentamiento en el Consejo de Administración del BBV entre los consejeros provenientes de los dos bancos fusionados. Las partes discrepaban sobre el nombramiento de un copresidente proveniente del Vizcaya para sustituir al fallecido copresidente. Tras varias semanas sin alcanzar una solución, un laudo ministerial resolvió la crisis tras el cual Galíndez dejó el Consejo de Administración del BBV. Mantuvo, no obstante, la representación del banco en el Consejo de Administración de Hidroeléctrica Española, desde donde facilitó la integración de esa compañía con Iberduero en 1991, que daría lugar a Iberdrola, el primer grupo eléctrico español.

### Vida personal
Ángel Galíndez contrajo matrimonio con Mª Victoria Zubiría, con quien tuvo 9 hijos, que a su vez les han dado 33 nietos y 30 bisnietos. Sus alegados y conocidos destacaron siempre la personalidad austera e íntegra de Galíndez, así como su importante fuerza de voluntad. Además de la consideración estas virtudes, diversos sectores empresariales lo tomaron como uno de los referentes de la economía vasca.
Galíndez profesó la fe católica. De estudiante en Madrid conoció a Monseñor Josemaría Escrivá de Balaguer, fundador del Opus Dei, en una residencia de la Calle Ferraz (1935). Entabló amistad con él, con quien además convivió los años 1935, 1936 y parte del curso académico 1939-40, amén de residir siete años en centros universitarios creados por Escrivá. Sin embargo, Galíndez jamás formó parte de su prelatura. A su muerte, en 1975, Galíndez dedicó a Escrivá una afectuosa carta en El Correo Español - El Pueblo Vasco (13 de julio), donde declara los datos aquí expuestos y que queda recogida en el libro de testimonios Así le Vieron.

## Condecoraciones
Galíndez posee la Encomienda de número de la Orden de Isabel la Católica, la Gran Cruz de la Orden del Mérito Civil y la Encomienda de la Orden de Don Enrique de Portugal. Fue nombrado Ilustre de Vizcaya el año 1996.